# Isabel Wiseler-Santos Lima

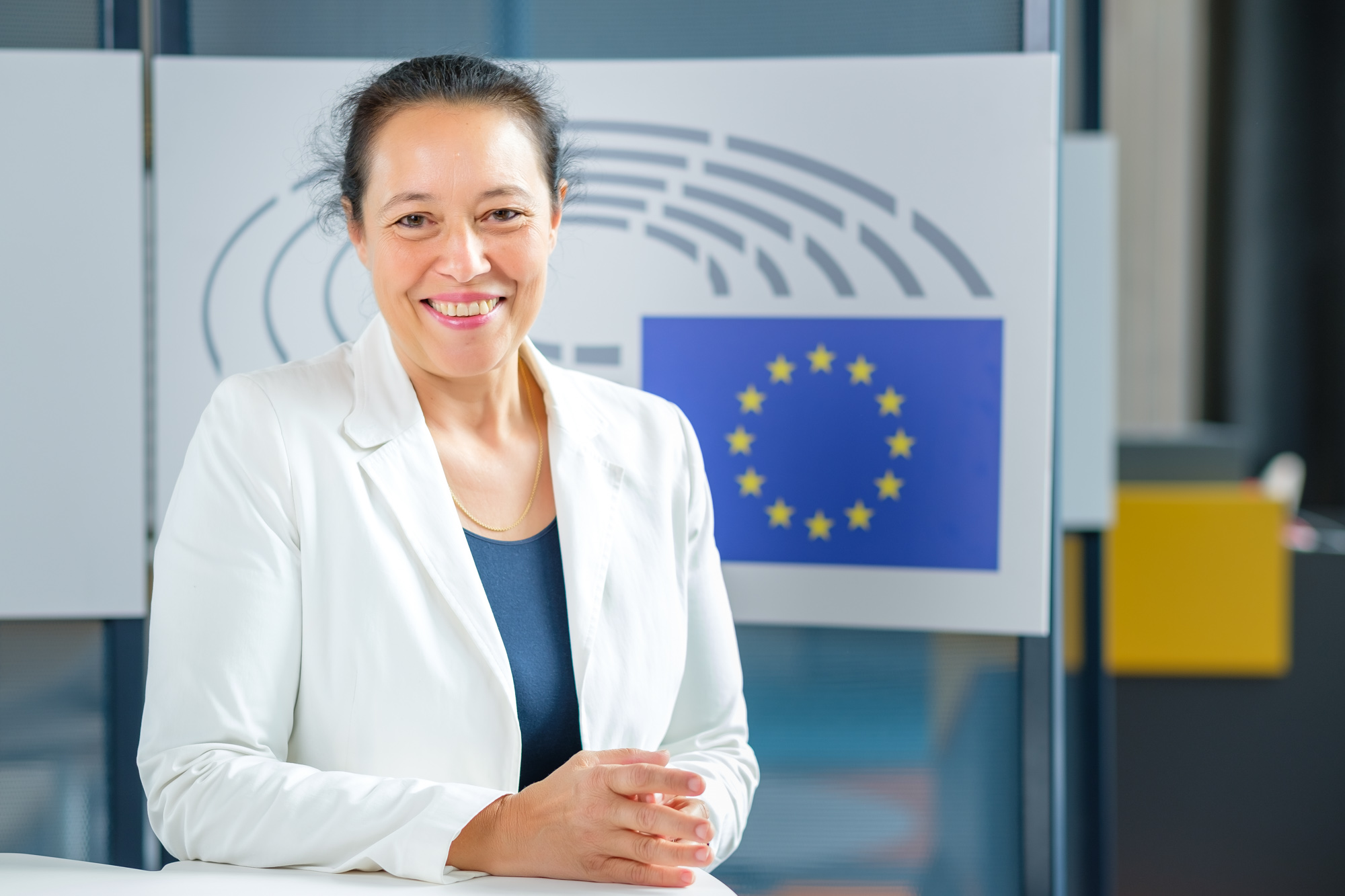
Isabel Lima em 2019

Isabel Wiseler-Santos Lima (nascida em 29 de dezembro de 1961) é uma política luxemburguesa. Ela foi eleita Membro do Parlamento Europeu (MEP) como membro do Partido Popular Social Cristão (parte do grupo do Partido Popular Europeu) nas eleições de 2019 para o Parlamento Europeu.

## Carreira política

### Carreira na política local
Lima é vereadora municipal da cidade de Luxemburgo desde 2005. Em 2017, tornou-se vereadora do conselho.

### Membro do Parlamento Europeu
Além de suas atribuições nas comissões, Lima faz parte da delegação à Comissão Parlamentar Mista Turquia-UE. Ela também é membro do grupo Membros do Parlamento Europeu Contra o Cancro.

## Vida pessoal
Lima é casada com o político Claude Wiseler e tem três filhos. O casal conheceu-se na universidade.